# 本間紗理奈
本間 紗理奈（ほんま さりな、1991年4月7日 - ）は、日本の女性ラジオパーソナリティ、ディレクター。新潟県弥彦村出身。

## 人物
- 大学在学中のインターンを経て2014年にエフエムラジオ新潟(FM-NIIGATA)の放送部にディレクター職として入社。Gottcha!!のアシスタントディレクターを務めていたが、会社からの打診により入社3、4ヶ月後よりラジオパーソナリティとディレクターを兼任している[2]。
- 月曜のSOUND SPLASHで共演していた関田将人とは家族ぐるみの付き合いがある。
- 音楽は最も好きなアーティストとして倖田來未を挙げている[3]。
- 2023年8月1日、サウンドスプラッシュおよびXにて、7月7日に入籍していた事を発表した。

## 愛称について
- スケキヨ(犬神佐清)、中国のお面(大頭頭)については、自撮り写真が美白効果を強調したものが多く、顔の大きさと相まって白塗りのマスクを被ったかのように見えることに由来する。番組などで自虐的に用いる事や、ミノルクリスやリスナーからイジられる事が多いが本人はあまり快く思っていないとの事である。
- 渡辺美里については、若かりし頃の目鼻立ちの整った容姿が似ている事に由来する。年齢が離れている事からスケキヨ、中国のお面よろしく快く思っていないようであるが、近年ミノルクリスが若い頃の可愛い姿に似ているとのフォローを重ねている。なお時折ラジオ放送でMy Revolutionのワンフレーズを披露する事があり、満更でもない様子である。

## エピソード
- 2020年4月27日、新型コロナウイルス感染拡大防止の為在宅勤務となりSOUND SPLASHに電話で参加したが、18時台には自宅の風呂に入った状態で番組に出演した。本人によれば風呂からの出演はFM NIIGATAパーソナリティである村井杏の発案との事である。
- SNSや検索エンジンでエゴサーチをしている事を公言している。特にTwitterで頻繁に行っており、本間の名前を出した（ネタにした）ラジオリスナーに絡みに行く様子が見て取れる。

## 現在の出演番組
- SOUND SPLASH(月、火曜日)[4]

## 過去の出演番組
- Gottcha!! (木曜日)[5]
- FIGUEROA (隔週水曜日)[6]
- FM-NIIGATA Snow Jam Program -MOVE ON- [7]
- FES.19 (火曜日、水曜日)[8]
- XOXO~hugs and kisses~[9]
- FM HEADLINE(木、金曜日)[10]